# Mårten Eskil Winge
Mårten Eskil Winge (Stoccolma, 21 settembre 1825 – Enköping, 22 aprile 1896) è stato un pittore svedese celebre per i suoi dipinti sulla mitologia norrena.

## Biografia
È stato professore alla Reale Accademia delle Belle Arti di Stoccolma. Amico di August Malmström, è stato influenzato da Nils Blommér e Carl Wahlbom. La sua arte viene associata alla Scuola di pittura di Düsseldorf.

## Galleria d'immagini

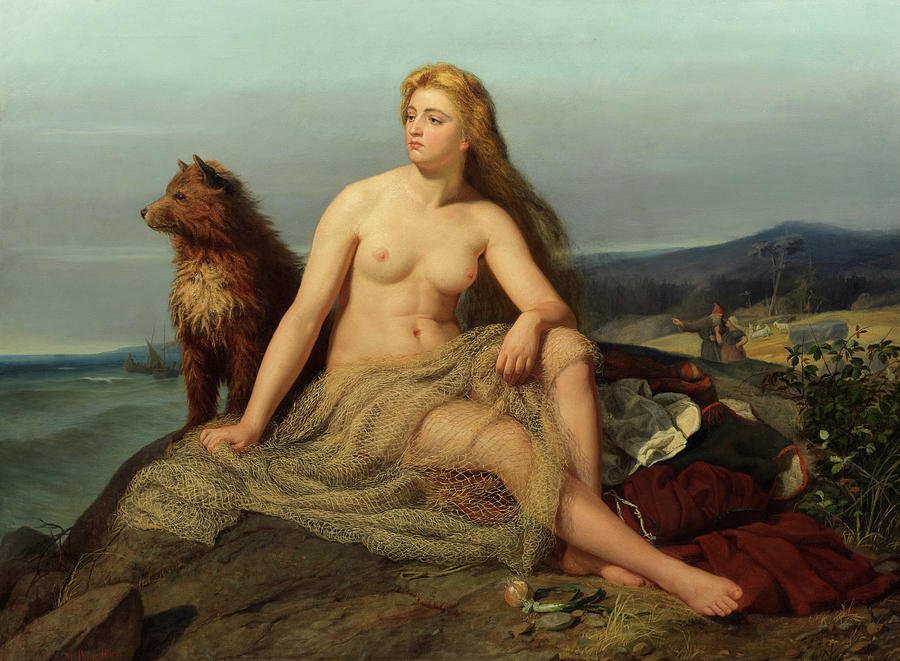
Aslaug Sigurdsdóttir (1862)
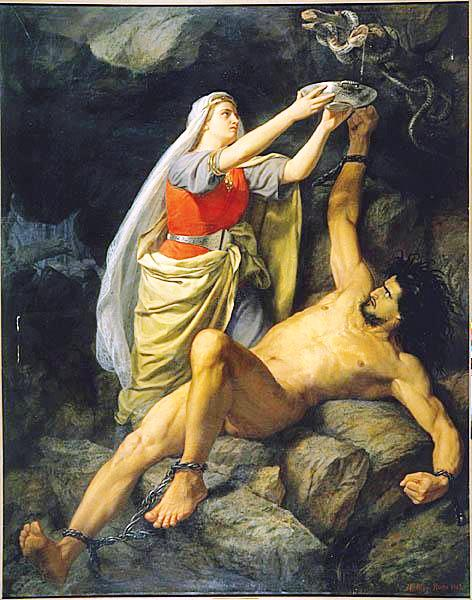
Loki e Sigyn (1863)
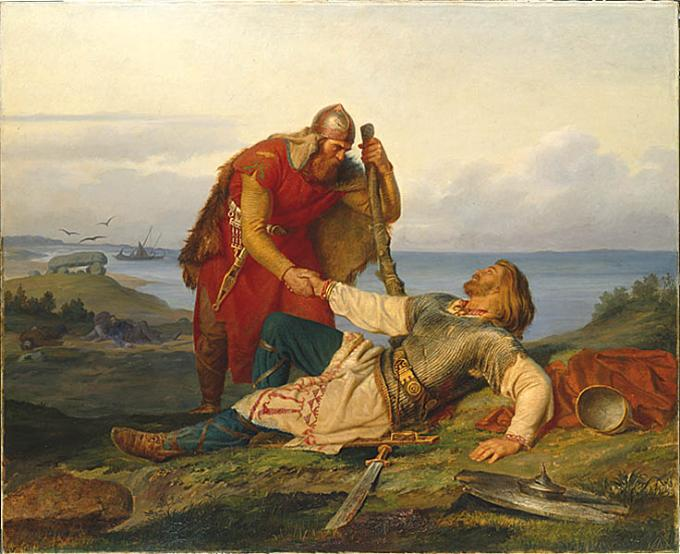
L'addio di Hjalmar a Örvar-Oddr dopo la Battaglia di Samsø (1866)
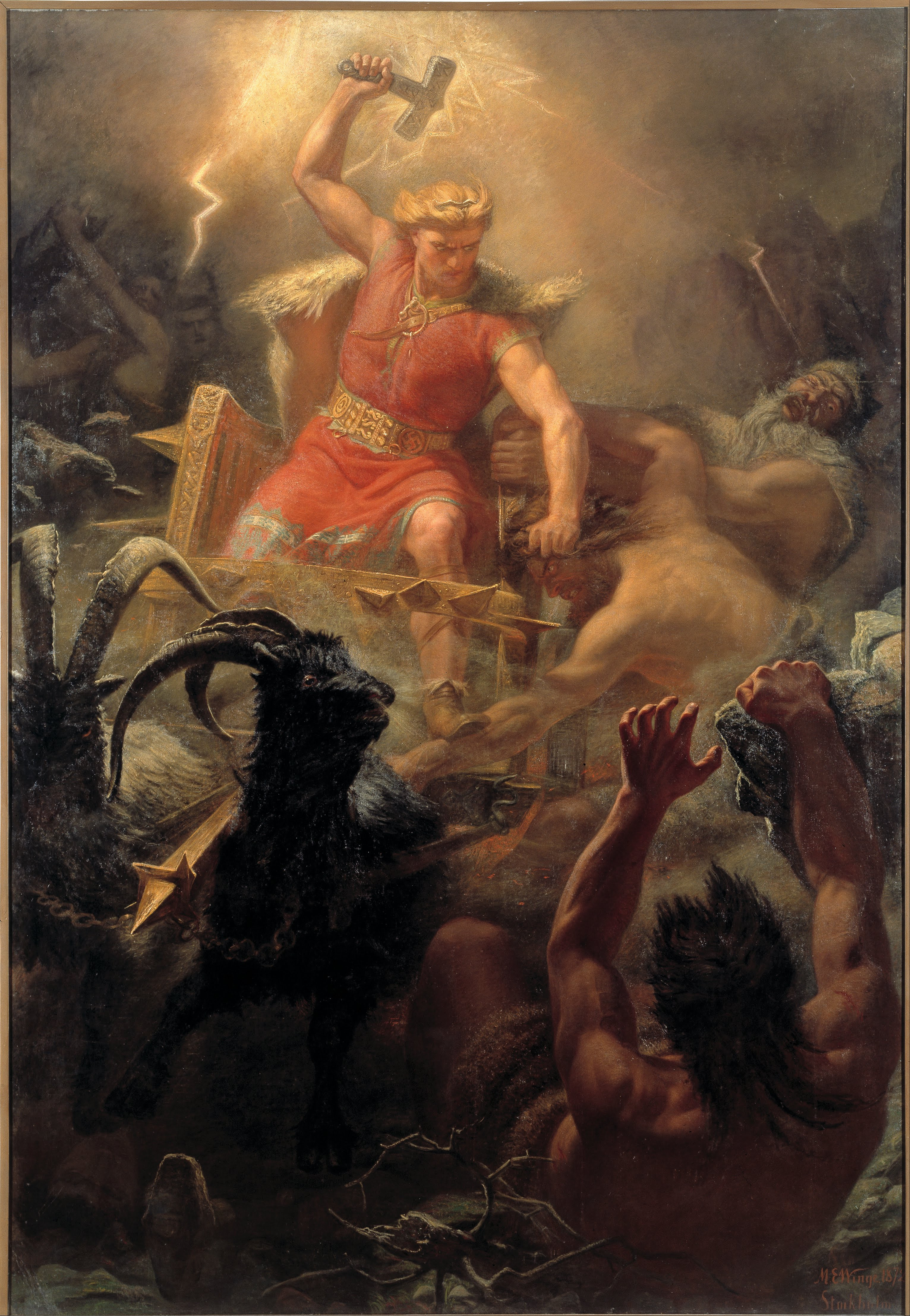
La lotta di Thor contro i giganti (1872)